# Jüdischer Friedhof Höheinöd
Der Jüdische Friedhof Höheinöd in der Ortsgemeinde Höheinöd in der Verbandsgemeinde Waldfischbach-Burgalben im Landkreis Südwestpfalz in Rheinland-Pfalz ist eine Abteilung in der Mitte des allgemeinen Ortsfriedhofes an der Friedhofstraße.
Der 70 m² große Friedhof wurde erst 1905 eröffnet. Vorher wurden die Toten der jüdischen Gemeinde Höheinöd auf dem Friedhof in Herschberg beigesetzt.
Es sind neun Grabsteine vorhanden, die Inschriften sind zum Teil stark verwittert.